# Georg Franz Merck
Georg Franz Merck (Darmstadt, 20 de janeiro de 1825 – 18 de março de 1873) foi um químico e empresário alemão.

## Biografia
Filho de Emanuel Merck e sua mulher Magdalena, nascida Hoffmann (1797–1877), natural de Darmstadt. Após frequentar um ginásio em Darmstadt, foi para uma escola comercial superior de Darmstadt. Em 1840 começou como aprendiz de farmacêutico em Speyer, na farmácia de Georg Friedrich Walz (1813–1862). Trabalhou depois como ajudante na Engel-Apotheke de seu pai e em outras grandes farmácias de diversas cidades. Em 1845 foi para Londres no Colégio Real de Química, onde estudou química com August Wilhelm von Hofmann. Foi depois para a Universidade de Giessen, foi aluno de Justus von Liebig em 1847, onde obteve um doutorado de 1848.
De resíduos da produção do ópio Merck descobriu em Giessen o alcaloide Papaverina, nome este por ele dado. Mais tarde prestou também o exame farmacêutico, assumindo a Engel-Apotheke de seu pai. Lá dedicou-se principalmente ao ramo administrativo, também na firma E. Merck.
Seu obituário foi escrito por August Wilhelm von Hofmann em 1873 no Berichten der Deutschen Chemischen Gesellschaft.
Georg Franz Merck casou com Anna, nascida Schenck (1830–1908), natural de Darmstadt. Tiveram cinco filhos: Anna (1853–1952), Emanuel "Menes" August (1855–1923), Carl (1857–1858), Willy (1860–1932) e Elisabeth (1862–1947).